# Distrikt Manseriche
Der Distrikt Manseriche liegt in der Provinz Datem del Marañón in der Region Loreto in Nordost-Peru. Der Distrikt wurde am 2. Juli 1943 gegründet. Er hat eine Fläche von 3566 km². Beim Zensus 2017 lebten 9253 Einwohner im Distrikt. Im Jahr 1993 lag die Einwohnerzahl bei 6454, im Jahr 2007 bei 9017. Verwaltungssitz ist die 120 m hoch am rechten Flussufer des Río Marañón gelegene Kleinstadt Saramiriza mit 2694 Einwohnern (Stand 2017). Saramiriza liegt 50 km westnordwestlich der Provinzhauptstadt San Lorenzo.

## Geographische Lage
Der Distrikt Manseriche liegt an der Ostflanke der peruanischen Ostkordillere am Westrand des peruanischen Amazonasgebietes im zentralen Westen der Provinz Datem del Marañón. Der Río Marañón durchquert den nördlichen Teil des Distrikts in östlicher Richtung. Der Distrikt reicht vom Durchbruchstal Pongo de Manseriche im Westen bis wenige Kilometer unterhalb der Einmündung des Río Yanapaga im Osten. Der Nordwesten wird vom Río Cangaza, der Südwesten und Süden von den Flüssen Río Saramiriza und Río Yanapaga entwässert.
Der Distrikt Manseriche grenzt im Westen an die Distrikte Nieva und Río Santiago (beide in der Provinz Condorcanqui), im Nordosten an den Distrikt Morona sowie im Südosten an den Distrikt Barranca.

## Ortschaften
Im Distrikt Manseriche gibt es folgende größere Ortschaften neben dem Hauptort Saramiriza:
- Ajachin (253 Einwohner)
- Atahualpa (541 Einwohner)
- Borja (329 Einwohner)
- Chapis (273 Einwohner)
- Felix Flores (358 Einwohner)
- Napuruka (258 Einwohner)
- Nueva Alegria (236 Einwohner)
- Puerto Elisa (268 Einwohner)
- Sachapampa (519 Einwohner)
- San Juan (468 Einwohner)
- Sinchi Roca (255 Einwohner)
- Soledad (200 Einwohner)